# 산성혈증

산성혈증(酸性血症, acidosis)은 혈액 및 기타 신체 조직의 산도가 높은 것을 말한다. (이를테면 수소 이온 농도의 증가) 특별한 설명이 없을 경우 보통은 혈장의 산도를 가리킨다.
산성혈증은 동맥의 pH가 7.35 미만으로 떨어질 때(태아는 제외)를 이야기하며, 그 반대의 알칼리혈증의 경우 pH가 7.45를 초과하는 경우를 말한다. 주요 원인을 구별해내기 위해서는 동맥혈가스 분석과 기타 테스트가 필요하다.
산혈증(酸血症, acidemia)이라는 용어는 저혈 pH의 상태를 가리키는 반면 산성혈증은 이러한 상태로 이어지는 과정을 기술하기 위해 사용된다. 그럼에도 불구하고 이 두 용어들은 종종 번갈아가며 사용된다. 환자가 산혈증과 알칼리혈증 두 요소를 모두 가지고 있을 때 이러한 구별이 필요하며 두 요소의 상대적 심각도에 따라 높은 pH인지 낮은 pH인지를 결정하게 된다.
세포 대사 활동의 비율은 혈액의 pH에 영향을 주고, 동시에 영향을 받는다. 젖먹이짐승의 경우 동맥혈의 정상 pH는 종에 따라 7.35와 7.50 사이이다. (건강한 인간의 동맥혈 pH는 7.35에서 7.45 사이이다) 포유동물의 수명에 알맞은 혈액 pH의 값은 pH 범위 6.8과 7.8 사이로 국한된다. 이 범위 밖으로 동맥혈의 pH가 변화하면 돌이킬 수 없는 세포 손상을 초래할 수 있다.

## 같이 보기
- 알칼리성 식품
- 화학 평형